# Saint-Parthem
 Saint-Parthem  là một xã ở tỉnh Aveyron, thuộc vùng Occitanie ở miền nam nước Pháp.